# Модель застосування сили
Принципи застосування сили - це стандарти, що дозволяють співробітникам правоохоронних органів і представників населення визначати допустимий рівень застосування сили до підозрюваних в порушенні правопорядку в залежності від конкретних обставин. У багатьох країнах такі стандарти закріплені законодавчо або судовою практикою і є основою посадових інструкцій співробітників правоохоронних органів.
Єдиного загальноприйнятого стандарту застосування сили не існує, кількість і зміст моделі ступенів застосування сили може сильно відрізнятися як від країни до країни, так і від організації до організації. Зокрема, застосування наручників і больових точок можуть бути як об'єднані в одну категорію застосування сили з сльозогінним газом і електрошоком, так і виділені в окрему. Різниться і класифікація поведінки об'єкта застосування сили.

## Історія
Формальну базу для розробки моделей в національних правоохоронних організаціях представляє Конвенція ООН «Основні принципи застосування сили і вогнепальної зброї посадовими особами з підтримання правопорядку» прийнята Конгресом ООН з попередження злочинності в Гавані в 1990 році.
Приклад мнемонічною таблиці, що дозволяє після оцінки загрози вибрати адекватну реакцію
Перші практичні моделі були, мабуть, розроблені в правоохоронних органах США в період 1980-х років.. Одним з важливих чинників, що призвели до їх появи, став судовий процес Теннессі проти Гарнера, який продемонстрував невизначеність нормативного поля в області застосування сили поліцією. Моделі представляли собою графічні схеми, що дозволяли офіцерові поліції зіставляти стандартні рівні опору підозрюваного з допустимою мірою застосування сили і вибирати адекватну реакцію на фактичну поведінку в реальній обстановці. Моделі припускали, що співробітник правоохоронних органів, керуючись схемою, нарощує або зменшує фактичне застосування сили, погодившись з ситуацією. У більшості практичних моделей співробітник поліції може відразу застосовувати адекватний обстановці рівень сили, не проходячи через всі нижчестоящі щаблі.
Стандарт застосування сили, як правило, є загальнодоступним нормативним документом і використовується судом і громадянами для оцінки його поведінки правоохоронців у практичних судових випадках.

## Модель рівнів застосування сили
Реальні моделі, інституалізовані у вигляді закону або організаційної норми, можуть дуже значно відрізнятися від держави до держави або від організації до організації, згідно національним традиціям і організаційним завданням. Однією з поширених моделей є шестиступінчаста:
1. Присутність співробітника поліції - цей рівень складається тільки з присутності співробітника поліції в штатній уніформі, можливо з належним чином маркованих засобом пересування (мотоциклом, автомобілем, катером). Присутності з очевидною можливістю для об'єктів розуміти присутність співробітника поліції, як правило, досить для виконання вимог закону і припинення дрібних правопорушень. Залежно від обстановки і кількості людей на місці, цей рівень застосування сили може зажадати присутності кількох поліцейських для впевненого контролю ситуації. У деяких моделях розстібання співробітником поліції кобури і навіть витяг їм зброї підпадають під цей рівень застосування сили.
2. Усні вимоги / команди - ясні і зрозумілі усні розпорядження співробітника поліції об'єкту застосування сили. У більшості моделей співробітник поліції має право доповнювати свої розпорядження попередженнями про наслідки за невиконання розпоряджень, з тим, щоб поліпшити ступінь кооперативності об'єкта впливу. Розпорядження повинні бути здійснимими і законними, а попередження повинні відповідати ступеням моделі застосування сили, в разі відмови об'єкта виконувати розпорядження. Ймовірно, нездійсненним буде, наприклад, вимога особі в інвалідному візку встати. Виконуваним і законним буде вимога водієві залишатися в машині і тримати руки на кермі.
3. Просте силовий вплив - До цієї ступені відносяться заламування рук, натискання на больові точки і звичайне застосування наручників. На цьому ступені існує ймовірність нанесення легкої шкоди здоров'ю, але дуже мала ймовірність заподіяння тяжкої шкоди у вигляді переломів кісток або розривів зв'язок.
4. Жорстке силове вплив - Рівень включає в себе удари руками і ногами, сюди ж може ставитися застосування кийків і сльозогінних аерозолів. На цьому рівні є помітна ймовірність нанесення шкоди здоров'ю об'єкта впливу у вигляді переломів, розтягнень і розривів зв'язок, а також подразнень шкіри, очей і слизової. Деякі моделі не виділяють цей рівень впливу в окрему щабель, розділяючи конкретні види насильства між ступенями «Просте силовий вплив» і «Застосування спецзасобів».
5. Застосування спеціальних засобів - до цієї ступені відноситься застосування електрошокових пристроїв, пластикових куль, водометів, поліцейських собак. У деяких моделях до цього рівня може ставитися застосування кийків і сльозогінних аерозолів. Як правило, спеціальні засоби призначені для впливу на м'язову тканину, руки і ноги. У деяких юрисдикціях навмисне застосування спецзасобів в область голови, шиї, паху, колінних чашок, спини може бути кваліфіковано як використання смертельної сили.
6. Смертельна сила - Як правило, під цією сходинкою впливу розуміють вогнепальну зброю. Однак в цій якості може виступати і автомобіль, і будь-який підручний зброю, що володіє необхідними властивостями. На цьому ступені впливу дуже ймовірно заподіяння смерті або нанесення тяжкої шкоди здоров'ю об'єкта застосування сили.

## Класифікація об'єктів застосування сили
Всі моделі застосування сили базуються на оцінці співробітником правоохоронних органів поведінки об'єкта впливу і визначають критерії, на підставі яких співробітник приймає рішення про використання тієї чи іншої ступені моделі застосування сили. Як приклад базової класифікації поведінки можна навести таку.
- Активне сприяння - об'єкт за власною ініціативою сприяє співробітникам правоохоронних органів у відновленні порядку, виконує їх усні вимоги.
- Пасивне покора - об'єкт визнає повноваження співробітників правоохоронних органів і виконує їх усні вимоги.
- Пасивний опір - об'єкт не підкоряється вимогам співробітників правоохоронних органів, але при цьому не чинить опір фізичного примусу з боку правоохоронців.
- Активний опір - об'єкт не підкоряється вимогам співробітників правоохоронних органів, чинить опір фізичного примусу з боку співробітників (виривається, тікає), але при цьому не намагається завдати фізичної шкоди співробітникам і іншим присутнім особам.
- Активна агресія - об'єкт не підкоряється вимогам співробітників правоохоронних органів, чинить опір фізичного примусу з боку співробітників і намагається завдати фізичної шкоди співробітникам або присутнім особам.

Законодавства деяких країн додатково підрозділяють активну агресію на неозброєним (якщо об'єкт нападає на співробітників поліції або присутніх осіб без застосування будь-яких знарядь: наприклад, удари кулаками) і агресію з використанням смертельної сили (як правило, для такої кваліфікації досить, щоб нападник був озброєний палицею, каменем або будь-яким гострим предметом).

## Застосування моделі
Як правило, до осіб, що демонструє пасивна поведінка або активний опір застосовуються рівні 1-3 моделі, а рівні 4-6 застосовуються до активного агресивної поведінки. Конкретні реалізації моделі зазвичай деталізують застосування тих чи інших спецзасобів і зброї в типових ситуаціях. Для співробітників правоохоронних органів, як правило, складається мнемонічна таблиця, що дозволяє після оцінки ступеня загрози з боку об'єкта впливу вибрати адекватну реакцію згідно прийнятої моделі. Від співробітників правоохоронних органів потрібно впевнене розуміння і володіння таблицею.